# 関口祐加
関口 祐加（せきぐち ゆか 1957年5月28日 - ）は、日本の映画監督。神奈川県横浜市出身。

## 来歴
国際商科大学卒業後、20歳代前半でオーストラリアに渡り、オーストラリア国立大学大学院で国際関係論を学ぶ。この時期に映画と運命的な出会いをする。1989年、本名の関口典子の名前で第1回監督作品「戦場の女たち」（英題：SENSO DAUGHTERS）でデビュー。この作品（英語版）が海外で高く評価され、メルボルン国際映画祭ドキュメンタリー部門グランプリ、サンフランシスコ国際映画祭ベスト・ドキュメンタリー歴史部門など数多くの賞を受賞する。
1992年に『When Mrs. Hegarty Comes to Japan』（日本未公開）を監督。この作品は、オーストラリア・メディア賞審査員賞、アムステルダム国際ドキュメンタリー映画祭の観客賞を受賞する。アン・リー監督からコメディのセンスを絶賛され、この作品以降コメディ・ドキュメンタリー作品を目指す。
その後もオーストラリアの大学や映画学校で映画制作を教えながら、2007年に自分自身を被写体にして撮った『THE ダイエット！』（原題：FAT CHANCE）を発表。この作品は、オーストラリアのTV局SBSのその日の最高視聴率を叩き出した。2009年度全米ライブラリー協会賞を受賞。
2009年9月より認知症の疑いのあった母親を被写体に自ら撮影を開始し、YouTubeに動画としてアップし始める。2010年1月、29年ぶりにオーストラリアより帰国し母との抱腹絶倒な介護生活が始まる。同年5月、母親が、アルツハイマー病と診断される。母親の新作は、『此岸（しがん）、彼岸』（仮題）として始動。
2011年3月、製作会社NY GALS FILMSを大先輩の渋谷昶子監督とともに起ち上げる。同年12月、制作/配給会社シグロが、制作協力・配給に決まる。
2012年1月12日、新作のタイトルを宣伝会議で変更。新しいタイトル『毎日がアルツハイマー』（略称「毎アル」）は、当時12歳の息子が、気に入り、最終的に決定された。「毎アル」は、2012年7月14日に公開以来、大ヒットロングランとなり、今も上映が続く。
2013年5月に『毎日がアルツハイマー・続編』（仮）製作が、決定。2014年1月『毎日がアルツハイマー2〜関口監督、イギリスへ行く編』が、完成した。「毎アル2」は認知症ケアの真髄【パーソン・センタード・ケア】を知るべく、その発祥地であるイギリスへ飛び、撮影を敢行した。同年7月19日より公開され、公開映画館にて5000人を動員した。
2015年より、「毎日がアルツハイマー〜ファイナル」が始動。
2012年4月〜2013年1月津田塾大学非常勤講師。卒業制作を担当した。

## エピソード
- 『THEダイエット！』は、アン・リー監督に「コメディーの才能がある。コメディーを作るといいのではないか？」と勧められたのがきっかけで、コメディーを意識して作った。コメディ・ドキュメンタリーという新しい分野を確立した。

## 主な作品

### 映画
- 「戦場の女たち」（英題SENSO DAUGHTERS）　日本/オーストラリア作品 （1989）
1989年  日本カトリック映画賞最優秀映画賞受賞
1990年  メルボルン国際映画祭ドキュメンタリー部門グランプリ受賞
1990年  サンフランシスコ国際映画祭ベスト・ドキュメンタリー歴史部門受賞

- 「WHEN MRS. HEGARTY COMES TO JAPAN」オーストラリア作品（1992）
1992年  オーストラリア・メディア賞審査員賞受賞
1992年  アムステルダム国際ドキュメンタリー映画祭観客賞受賞

- 「THEダイエット!」（原題FAT CHANCE）オーストラリア作品（2007）
2009年  全米ライブラリー協会賞受賞

- 「毎日がアルツハイマー」（英題EVERYDAY IS ALZHEIMER'S）  日本作品（2012）
2012年　あいち国際女性映画祭選出
2013年　チョンジュ国際映画祭選出（韓国）

- 「毎日がアルツハイマー2 〜関口監督、イギリスへ行く編」（英題EVERYDAY IS ALZHEIMER'S 2 THE FILMMAKER GOES TO BRITAIN ）  日本作品（2014）
2014年　あいち国際女性映画祭オープニング上映作品

### 著作
- 1990年 「戦場の女たち」制作ノート　リトル・モア出版
- 2009年 「夢を壊さないでっ！ゆかのTHEダイエット！」　パド・ウィメンズ・オフィス出版
- 2012年 「毎日がアルツハイマー」BOOKバージョン  パド・ウィメンズ・オフィス出版
- 2013年 「ボケたっていいじゃない」  飛鳥新社
- 2014年 「毎アルツイート・マミー」　パド・ウィメンズ・オフィス出版

### 連載
- 2011年10月〜　認知症予防財団報＜新時代＞コラム連載 「母を撮る」 http://www.mainichi.co.jp/ninchishou/
- 2014年1月〜　「続・毎日がアルツハイマー」＜女性情報＞月刊コラム連載開始